# 松濤園線
松濤園線（朝鲜语：／ Songdowŏn sŏn */?）是朝鮮民主主義人民共和國的一條鐵道線路，站點為三路站到松濤園站，目的在於將江原道元山市和著名觀光地松濤園聯結起來，方便遊人的往來。
目前松濤園線全線正在修繕中，為此當局動員大量勞動力投入建設。

## 外部連結
- 松濤園線